# The Miseducation of Lauryn Hill
Albums de Lauryn Hill
MTV Unplugged No. 2.0
(2002)
The Miseducation of Lauryn Hill est le premier et le seul album studio de Lauryn Hill sorti le 25 août 1998 sur le label Ruffhouse. L'album fut nommé dix fois aux Grammy Awards en 1999 et gagna cinq prix, dont celui du meilleur album de l'année. En date de 2008, l'album s'est vendu à plus de 18 millions de copies à travers le monde.

## Création de l'album
En 1997, après sa séparation avec son groupe Fugees, Hill commença la production d'un album qui allait devenir, à terme, The Miseducation of Lauryn Hill. Le titre fut partiellement inspiré par The Education of Sonny Carson, une nouvelle autobiographique et un film au sujet d'un jeune afro-américain troublé.

## Les collaborations
L'album inclut différentes collaborations avec le chanteur de neo soul D'Angelo sur le titre Nothing Even Matters, avec le guitariste Carlos Santana sur Zion, avec la chanteuse de RnB Mary J. Blige sur I Used to Love Him ; mais aussi avec des artistes moins connus à l'époque, comme John Legend jouant du piano sur le titre Everything is Everything. Les chansons de cet album furent dans la majorité écrites dans le studio Attic à South Orange dans le New Jersey et furent enregistrées dans les studios Chung King en Jamaïque,. Initialement, Wyclef Jean ne soutenait pas Hill dans l'enregistrement de son album solo mais proposa son aide à la production. Hill refusa.
La plupart des chansons de cet album traitent de ses frustrations avec les Fugees. I Used to Love Him traite de la rupture artistique entre Hill et Wyclef Jean. To Zion parle de sa décision d'avoir son premier enfant, même si beaucoup à ce moment-là l'encourageaient à avorter pour ne pas gêner sa carrière florissante.
The Miseducation of Lauryn Hill contient beaucoup d'interlude de son professeur parlant de différents sujets à une classe d'enfant. En fait, le « professeur » est joué par Ras Baraka (un poète, éducateur et politicien parlant à un groupe d'enfants dans le salon de la maison de Hill, dans le New Jersey). La chanteuse demanda à Baraka de parler aux enfants du concept de l'amour et d'improviser un débat sur ce sujet.
Bien que cet album fut largement un travail collaboratif entre Hill et un groupe de musiciens connus sous le nom de New Ark (Vada Nobles, Rasheem Pugh, Tejumold and Johari Newton), il y eut "une pression du label pour faire le truc de Prince, c'est-à-dire que toutes les chansons soient créditées par un 'écrit et produit par' de l'artiste avec une brève mention d'une aide extérieure, .
Alors qu'elle était en train d'enregistrer son album, on demanda à Hill de fournir des contrats ou des documents légaux aux musiciens mais elle répondit : « Nous nous aimons tous. Ceci n'a rien à voir avec des contrats. Ceci est quelque chose de béni ». Hill, ses managers et son label de musique furent poursuivis en justice en 1998 par New Ark, déclarant qu'ils avaient coécrit et coproduit 13 des 14 titres de l'album . Les poursuites furent abandonnées au profit d'un règlement à l'amiable, pour un montant de 5 millions de dollars.

## Succès de l'album
En 1998, The Miseducation of Lauryn Hill sortit et fut un succès tant commercial qu'auprès des critiques. L'album se vendit à 423 000 copies lors de sa première semaine et atteint le haut du classement d'album Billboard 200 durant 4 semaines et entra dans le classement Billboard des albums RnB durant 6 semaines.
Le premier single extrait de l'album fut Lost Ones (classé 27e aux États-Unis) et sortit au printemps 1998. Le second fut Doo Wop (That Thing), qui atteint la première place des classements Billboard. D'autres singles sortirent en support de l'album, comme Ex-Factor (classé 21e aux États-Unis), Everything Is Everything (classé 35e aux États-Unis), et To Zion.
Aux Grammy Awards de 1999, Hill fut nommée dix fois, devenant par la même la première artiste féminine à être nommée 10 fois la même année. Hill remporta 5 Grammys dont celui du Meilleur Album de l'Année (battant Madonna avec son titre Ray Of Light), celui du Meilleur Album RnB, celui de la Meilleure Chanson RnB, celui de la Meilleure Performance Vocale Féminine de RnB et celui du Meilleur Nouvel Artiste. Lauryn Hill décrocha ainsi un nouveau record dans l'industrie de la Musique, en devenant la première femme à obtenir 5 Grammys en une seule nuit. Entre 1998 et 1999, Hill gagna 25 millions de dollars entre les ventes de son album et sa tournée.
Hill devint une icône médiatique nationale, des magazines allant du Time à l'Esquire et aux magazines pour adolescents la mettant en couverture. À la fin de l'année, alors que son album faisait partie des favoris parmi les majors de la Musique, on lui attribua la popularisation de la musique Hip-hop auprès du grand public.
À la fin des années 1990, Hill fut reconnue par certains comme une humanitariste. En 1996, elle reçut un Essence Award de la part du magazine Essense pour son travail qui permit la création du projet "Réfugié" (Refugee Project), organisme qui propose des camps de deux semaines pour les jeunes à risque ; mais aussi le support d'autres projets au Kenya et en Ouganda aussi bien que l'organisation d'un concert de rap à Harlem pour promouvoir l'inscription sur les listes électorales. En 1999, Hill reçut 3 récompenses au Annual NAACP Image Awards.
En 1999, le magazine Ebony la classa parmi les "100 femmes noires les plus influentes". Elle fut nommée par le membre du Congrès américain Jesse Jackson, Jr. et d'autres parmi les "10 Pour Demain" dans l'ouvrage EBONY 2000: Spécial Millennium Issue.
En 2003, VH1 nomma cet album le 37e meilleur album de tous les temps. En 2003, l'album fut classé à la 312e place de la liste du magazine Billboard des 500 plus grands albums de tous les temps. Chris Rock le classe à la 23e place de son classement 2005 des « 25 Meilleurs Albums Hip-hop de Tous les Temps ».
En 2008, Entertainment Weekly classa The Miseducation of Lauryn Hill à la seconde place des meilleurs albums des 25 dernières années.
En 2024, la plateforme Apple Music lui donne la première place de son classement des 100 meilleurs albums de tous les temps.

## Liste des pistes
| 1.    | Intro                                        | Lauryn Hill                |                                                                               | 0:47 |
| 2.    | Lost Ones                                    | Lauryn Hill                | Sample Super Hoe de Boogie Down Productions Interpole Bam Bam de Sister Nancy | 5:33 |
| 3.    | Ex-Factor                                    | Lauryn Hill                | Sample Can It Be All So Simple du Wu-Tang Clan                                | 5:26 |
| 4.    | To Zion (featuring Carlos Santana)           | Lauryn Hill                |                                                                               | 6:09 |
| 5.    | Doo Wop (That Thing)                         | Lauryn Hill                |                                                                               | 5:20 |
| 6.    | Superstar                                    | Lauryn Hill                | Interpole Light My Fire des Doors                                             | 4:57 |
| 7.    | Final Hour                                   | Lauryn Hill                |                                                                               | 4:16 |
| 8.    | When It Hurts So Bad                         | Lauryn Hill                |                                                                               | 5:42 |
| 9.    | I Used To Love Him (featuring Mary J. Blige) | Lauryn Hill                | Sample Ice Cream de Raekwon                                                   | 5:39 |
| 10.   | Forgive Them Father                          | Lauryn Hill, Julian Marley | Sample Concrete Jungle de Bob Marley                                          | 5:15 |
| 11.   | Every Ghetto, Every City                     | Lauryn Hill                | Interpole Heaven and Hell Is on Earth de 20th Century Steel Band              | 5:14 |
| 12.   | Nothing Even Matters (featuring D'Angelo)    | Lauryn Hill, D'Angelo      |                                                                               | 5:50 |
| 13.   | Everything Is Everything                     | Lauryn Hill                |                                                                               | 4:53 |
| 14.   | The Miseducation of Lauryn Hill              | Lauryn Hill                |                                                                               | 4:17 |
| 69:18 |                                              |                            |                                                                               |      |

| Titres bonus | Titres bonus               | Titres bonus | Titres bonus                           | Titres bonus | Titres bonus | Titres bonus | Titres bonus | Titres bonus | Titres bonus |
| No           | Titre                      | Auteur       | Samples et interpolations              | Durée        |              |              |              |              |              |
| ------------ | -------------------------- | ------------ | -------------------------------------- | ------------ | ------------ | ------------ | ------------ | ------------ | ------------ |
| 15.          | Can't Take My Eyes Off You | Lauryn Hill  | Reprise de la chanson de Frankie Valli | 3:41         |              |              |              |              |              |
| 16.          | Tell Him                   | Lauryn Hill  |                                        | 4:40         |              |              |              |              |              |
| 77:39        |                            |              |                                        |              |              |              |              |              |              |

Les crédits sont adaptés des notes de pochette de l'album.
- Les musiciens
- Al Anderson – guitare (piste : 12)
- Tom Barney - basse (pistes : 11 à 13)
- Bud Beadle – saxophone alto/ténor, flûte (piste : 7)
- Robert Browne – guitare (piste : 2)
- Rudy Byrd – percussions (pistes : 3, 6, 8)
- Che Pope - programmation de batterie (pistes: 5, 6, 8–10, 12, 13)
- Jared Crawford – batterie (piste : 4)
- D'Angelo - Piano Rhodes (piste : 12)
- DJ Suprême – DJ (piste : 5)
- Francis Dunnery – guitare (pistes : 11, 12)
- Paul Fakhourie – basse (piste : 3)
- Dean Frasier – saxophone (pistes : 5, 10)
- Loris Holland – claviers (pistes : 12, 14) ; clavinet (piste : 11)
- Indigo Quartet – cordes (pistes : 5, 13, 14)
- Julian Marley – guitare (piste : 10)
- Chris Meredith – basse (pistes : 8, 10, 12)
- Johari Newton – guitare (pistes : 2, 3, 8)
- Tejumold Newton – piano (piste : 3)
- Vada Nobles – programmation de batterie (pistes : 2, 3, 5, 6, 8, 10, 13)
- Arun Pandian - guitare (piste 16 - Dis-lui)
- Grace Paradise – harpe (pistes : 4, 6, 8)
- James Poyser – basse (pistes : 2, 4, 9) ; claviers (pistes : 3, 5, 6, 12)
- Everol Ray – trompette (pistes : 5,10)
- Kevin Robinson – trompette, bugle (piste : 7)
- Ronald "Nambo" Robinson - trombone (pistes : 5, 10)
- Matthew Rubano – basse (pistes : 9, 13)
- Carlos Santana – guitare (piste : 4)
- Earl Chinna Smith – guitare (pistes : 2, 10)
- Andrew Smith – guitare (piste : 7)
- Squiddly Ranks – batterie (piste : 8)
- John R. Stephens – piano (piste : 13)
- Elizabeth Valletti – harpe (piste : 7)
- Fayyaz Virti – trombone (piste : 7)
- Joe Wilson – piano (piste : 14)
- Stuart Zender – basse (piste : 7

## Classements et certifications

### Classements

#### Album
| Année | Classement             | Meilleure position |
| ----- | ---------------------- | ------------------ |
| 1998  | The Billboard 200      | 1                  |
| 1998  | Top Canadian Albums    | 1                  |
| 1998  | Top R&B/Hip-Hop Albums | 1                  |
| 2007  | Top Rap Albums         | 12                 |

#### Singles
| Single                        | Meilleure position               | Meilleure position | Meilleure position | Meilleure position            | Meilleure position | Meilleure position    | Meilleure position | Meilleure position |
| Single                        | Hot R&B/Hip-Hop Singles & Tracks | Hot Rap Singles    | Latin Pop Airplay  | Latin Tropical/ Salsa Airplay | Rhythmic Top 40    | The Billboard Hot 100 | Top 40 Mainstream  | Top 40 Tracks      |
| ----------------------------- | -------------------------------- | ------------------ | ------------------ | ----------------------------- | ------------------ | --------------------- | ------------------ | ------------------ |
| Doo Wop (That Thing)          | 2                                | 1                  | 20                 | 20                            | 1                  | 1                     | 29                 | 12                 |
| Can't Take My Eyes Off Of You | 45                               | —                  | —                  | —                             | 2                  | —                     | —                  | —                  |
| Everything Is Everything      | 14                               | —                  | —                  | —                             | 18                 | 35                    | —                  | —                  |
| Ex-Factor                     | 7                                | —                  | —                  | —                             | 9                  | 21                    | —                  | —                  |
| To Zion                       | 77                               | —                  | —                  | —                             | —                  | —                     | —                  | —                  |
| Nothing Even Matters          | 25                               | —                  | —                  | —                             | —                  | —                     | —                  | —                  |

### Certifications
| Pays                     | Certification | Ventes     |
| ------------------------ | ------------- | ---------- |
| Australie (ARIA)         | 2 × Platine   | 140 000    |
| Autriche (IFPI Autriche) | Or            | 25 000     |
| Belgique (BEA)           | Or            | 10 000     |
| Canada (Music Canada)    | 7 × Platine   | 700 000    |
| États-Unis (RIAA)        | Diamant       | 10 000 000 |
| France (SNEP)            | 2 × Or        | 200 000    |
| Japon (RIAJ)             | -             | 1 000 000  |
| Norvège (IFPI Norvège)   | Platine       | 50 000     |
| Nouvelle-Zélande (RMNZ)  | 3 × Platine   | 45 000     |
| Pays-Bas (NVPI)          | Platine       | 100 000    |
| Royaume-Uni (BPI)        | 3 × Platine   | 900 000    |
| Suède (GLF)              | Platine       | 80 000     |
| Suisse (IFPI Suisse)     | Platine       | 50 000     |
| Monde                    | Monde         | 18 000 000 |